# Ibrahim Hussein Berro
Ibrahim Hussein Berro (Arabisch: ابراهيم حسين برّو) (Libanon, 1973 – Buenos Aires, 18 juli 1994) was een lid van Hezbollah en wordt aansprakelijk gehouden voor de in 1994 gepleegde bomaanslag op het AMIA-gebouw, een Joods centrum in Buenos Aires, waarbij 85 mensen omkwamen. Berro was een 21-jarige inwoner van Libanon, en wordt door zowel Argentinië, de Verenigde Staten en Israël aangemerkt als de dader. Hezbollah ontkent iedere betrokkenheid.
Berro groeide op in Libanon. Volgens zijn broers kwam er in 1989 een keerpunt in zijn leven toen hij de middelbare school verliet en geïnteresseerd raakte in Hezbollah, waar zijn broer  Ali al lid was. Zijn moeder wilde hem naar de Verenigde Staten sturen, waar een aantal familieleden al woonden om zo te voorkomen dat het slecht met hem zou aflopen. Omdat hij minderjarig was kreeg hij echter geen visum. Hij reisde toen naar Iran, waar hij waarschijnlijk een militaire training kreeg.
Het is aannemelijk dat Berro Argentinië binnenkwam via Ciudad del Este, een regio die bekendstaat om het smokkelen van drugs en andere illegale producten. Op deze plek delen Brazilië, Paraguay, en Argentinië een grens.
De bomaanslag, waarbij een busje vol met explosieven tegenover het gebouw van AMIA tot ontploffing kwam, vertoonde veel overeenkomsten met die in 1992 op de Israëlische ambassade in Buenos Aires. Aangenomen wordt dat Iran steun heeft verleend bij het plegen van de aanslag, hier zijn echter weinig bewijzen voor en Iran ontkent iedere betrokkenheid.
Twee maanden na de aanslag, kwam er vanuit Libanon een bericht dat Berro was vermoord door het Israëlische leger. Dit zou gebeurd kunnen zijn om zijn betrokkenheid bij de aanslag te verhullen. Bekend is dat zijn vrouw na de aanslag een riante uitkering ontving van Hezbollah. 
In 2005 werd Berro officieel aangemerkt als de dader na jaren van onderzoek. Een broer woonachtig in de Verenigde Staten heeft toen een foto van hem geïdentificeerd. Ook is hij door een ooggetuige herkend toen hij het busje zou hebben bestuurd dat enkele minuten later zou ontploffen. Er zijn echter ook journalisten in Argentinië die blijven volhouden dat hij niet met zekerheid de dader genoemd kan worden. Inmiddels ontkent zijn broer ook de foto te hebben geïdentificeerd. Hij zegt de politie alleen maar een foto te hebben gegeven van Berro als 17-jarige, maar de Amerikaanse politie zou daar zelf conclusies aan verbonden hebben.